# Famille Capece
Pour les articles homonymes, voir Capece.
La famille Capece est une famille aristocratique héritière des ducs de Naples.

## Histoire
Le fondateur des Capece serait un compagnon d'Enée nommé Capi.

## Branches
Les Capece se divisent en plusieurs branches dont :
- Les Capece Minutolo qui comptent une reine et deux vice-rois au sein du royaume des Deux-Siciles.
- Les Capece Bozzuto
- Les Capece Zurlo,
- Les Capece Piscicelli,
- Les Capece Scondito,
- Les Capece Aprano,
- Les Capece Galeota,
- Les Capece Piscicelli,
- Les Capece Tomacelli[2]

## Naples
Les Capece et notamment l'archevêque Filippo Minutolo ont contribué à l'érection de la cathédrale de Naples comme l'atteste la présence d'une chapelle familiale dans cette cathédrale.

## Liste des chefs de Famille

### Seigneurs de Saint-Valentin (1379)
- Giovanni Capece Minutolo (mort en 1429), seigneur de Saint-Valentin
- Gorrellino, II coseigneur de San Valentin avec
  - Lisolo, II coseigneur de San Valentin
- Richard († 1481), troisième seigneur et Ier baron de Saint-Valentin
- Troilus († 1513), 2e baron de San Valentino
- Jérôme († 1563), troisième baron de Saint-Valentin
- Jean-Baptiste († 1586), quatrième baron de Saint-Valentin
- Trojan († 1604), cinquième baron de San Valentino
- Francesco Antonio (1579-1616), VI baron de San Valentino
- Jean-Baptiste (1594-1654), VII baron de San Valentino
- François († 1705), VIII baron de San Valentino et I duc de San Valentino
- Jean-Baptiste (1663-1720), 2e duc de Saint-Valentin
- Ferdinand (1700-1765), III duc de Saint-Valentin
- François (1736-1817), IV duc de Saint-Valentin, neveu du précédent
- Ferdinand (1762-1833), cinquième duc de Saint-Valentin
- François (1790-1850), VI duc de Saint-Valentin
- Henri (1828-1895), VII duc de Saint-Valentin
- François (1870-1973), VIII duc de Saint-Valentin

Extinction de la lignée masculine

### Marquis de Bugnano (1852)
La lignée provient de Ferdinand, petit-fils de Ferdinand, V duc de Saint-Valentin
- Ferdinand (1828-1896), I marquis de Bugnano
- Luigi (1852-1922), II marquis de Bugnano
- Ferdinando (1885-1940), III marquis de Bugnano
- Gerardo (né en 1923), IV marquis de Bugnano

### Marquis Capece Minutolo (1907)
La lignée provient d’Alfredo, arrière-petit-fils de Ferdinand, V duc de San Valentino
- Alfredo (1871-1942), marquis Capece Minutolo
- Alessandro (1908-1990), II marquis Capece Minutolo

Extinction de la lignée masculine

### Ducs de Sasso (1929)
La lignée provient de Francesco, descendant de Francesco, IV duc de San Valentino
- Francesco (1858-?), duc de Sasso
- Giuseppe (1899-?), II duc de Sasso
- Francesco (né en 1931), III duc de Sasso

## Pour approfondir